# E. L. Karhu
E.L. Karhu, née en 1982 à Helsinki, est une dramaturge finlandaise.

## Biographie
Emmy Karhu écrit sous le pseudonyme de E.L. Karhu.
E.L. Karhu étudie l'écriture scénique et la dramaturgie à l'Académie de théâtre d'Helsinki et à l'Académie des arts dramatiques Ernst Busch de Berlin, ainsi que la sociologie à Helsinki.
Elle est écrivaine et dramaturge indépendante pour le théâtre et le cinéma.
Elle est également enseignante en écriture créative à l’atelier d’écriture de nouveaux drames « KOM-teksti » au Théâtre KOM d’Helsinki.
Elle traduit également principalement des œuvres dramatiques de l’anglais, de l’allemand et du suédois vers le finnois.
E.L. Karhu vit et travaille à Helsinki. A mon frère est son premier roman, 

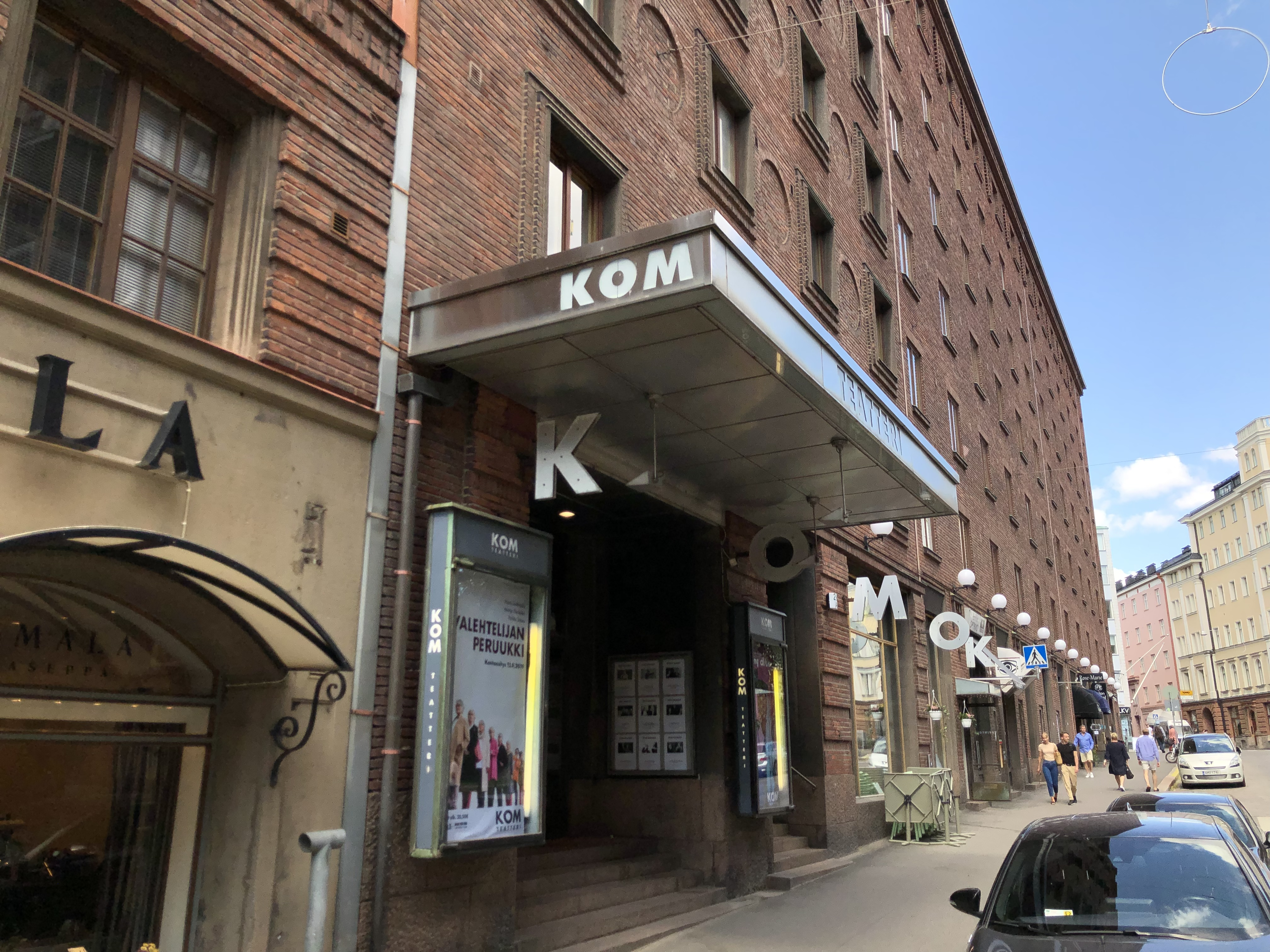
Théâtre KOM dans le quartier d'Ullanlinna à Helsinki

Sa formation en sciences sociales influe et nourrit le travail littéraire de E.L. Karhu, et le contenu de ses pièces porte sur l'éthique de l'action humaine et les relations entre l'individu et la société,.
Dans sa réécriture féministe de Shakespeare, Princess Hamlet, elle utilise la fibre comique. Dans sa pièce Médée , Eriopis – La fille survivante de Médée raconte tout l'histoire est racontée du point de vue intérieur d'une jeune femme rebelle. Petit à petit, une comédienne, une chanteuse et un musicien reconstituent l'expérience psychosociale d'Eriopis.
A mon frère est son premier roman, où l'influence du film de Catherine Breillat , A ma soeur, est très présente. Dans ce roman, écrit à la première personne, E.L. Karhu nous transporte dans l'univers très particulier d'une jeune fille hors norme, dite laide, et de sa relation à son frère, beau et très admiré.
A mon frère  fait partie de la première sélection pour le Prix Médicis - littérature étrangère 2023.

## Œuvres principales
Théâtre
- Sur la grâce des fonctionnaires (finlandais : Kuokkavieraat, 2007) pour 2 femmes, 4 hommes, un adulte, un enfant, une chorale ; Traductions en anglais et en français.
- Celui qui a faim devrait observer les oiseaux (finlandais Leipäjonoballadi, 2009) pour quatre acteurs ; Traductions en anglais, français et allemand, première allemande le 9 février 2018 au Théâtre Blaue Maus de Munich, mise en scène Robert Spitz[10].
- Chosen (Finnish Valitut, 2009) avec casting variable ; Traductions en anglais, russe, slovaque et allemand.
- Any of Us (finlandais kuka tahansa mostä-documentti, 2012) avec un line-up variable ; Traductions en suédois, tchèque et allemand.
- Princess Hamlet (finlandaise Prinsessa Hamlet, 2017) pour 3 femmes, 5 hommes ; Traductions en anglais, suédois, tchèque et allemand, première en langue allemande au Schauspiel Leipzig, mise en scène Lucia Bihler[11].
- Eriopis – la fille survivante de Médée raconte tout[12] (Finlandais Eriopis – Medeian selviytyjätytär kertoo kaiken, 2020) ; Traductions en anglais et en allemand, première au Schauspiel Leipzig, mise en scène Anna-Sophie Mahler[13].
- Pour mon frère (finlandais Veljelleni. 2022) ; Première mondiale au Schauspiel Leipzig, mise en scène Elsa-Sophie Jach.

Roman
- A mon frère[14], publié aux Editions La Peuplade, septembre 2023

Divers
- Princesse Hamlet. Une tragédie sous forme de bande dessinée, traduction de Stefan Moster, livre électronique Rowohlt, Hambourg 2019  (ISBN 978-3-644-00443-6).